# NGC 491
NGC 491 é uma galáxia espiral barrada (SBb) localizada na direcção da constelação de Sculptor. Possui uma declinação de -34° 03' 49" e uma ascensão recta de 1 horas, 21 minutos e 20,2 segundos.
A galáxia NGC 491 foi descoberta em 25 de Setembro de 1834 por John Herschel.